# Alwihda
 (août 2011).
Pour les articles homonymes, voir Alwihda.
Alwihda est un hebdomadaire tchadien, propriété du groupe Alwihda depuis 2009, le site internet est opérationnel depuis 1994.

## Historique
L’organe de presse Alwihda était le portail de tous les opposants, incontournable sur la question du Tchad, était ouvert à toutes les opinions, jusqu’à celles d’Idriss Déby, interviewé en février 2011. En juin 2009, Alwihda a été autorisé à paraître au Tchad après une vingtaine d'années d'interdiction.
Ahmat Yacoub Dabio était directeur général du groupe Alwihda propriétaire de plusieurs sites internet et directeur de L.S.F (Libertés Sans Frontières).
Au Tchad, Ahmat Yacoub confie à une équipe, en septembre 2009, la gestion du journal "Alwihda actualité" qui commence à paraître officiellement, après une quinzaine d'années d'interdiction.
Au départ c’était un journal en papier.
Le premier numéro était seulement en deux pages A4, puis six mois après, en 4 pages, puis à partir de 1998, les choses se sont accélérées dans le cadre du développement du journal. À cette époque, un groupe de jeunes cadres rejoignent le journal organisé par un jeune militant Mahamat Ibrahim Kale qui était le premier Directeur général d’Alwihda, un maîtrisard arabophone de l’université koweïtienne pousse le journal à grandir. Il devient bilingue (arabe – français) en 16 pages format A4. Mahamat Ibrahim Kale qui était jeune, actif et relationnel apportait son expérience académique et sa créativité remarquable, a eu à développer le journal auprès de la jeunesse surtout arabophone.
La version en ligne est suspendue par la Haute autorité des médias et de l'audiovisuel pendant une semaine du 26 août 2023 au 2 septembre pour avoir publié une interview contenant des propos qui peuvent « porter atteinte à la cohésion et à la discipline dans l'armée » et pour avoir écrit qu'une déclaration du président Mahamat Idriss Déby est une « ineptie ». Le Comité pour la protection des journalistes demande en vain l'annulation de cette suspension.
Le directeur de la publication est Djimet Wiché.